# Claus Mortensen

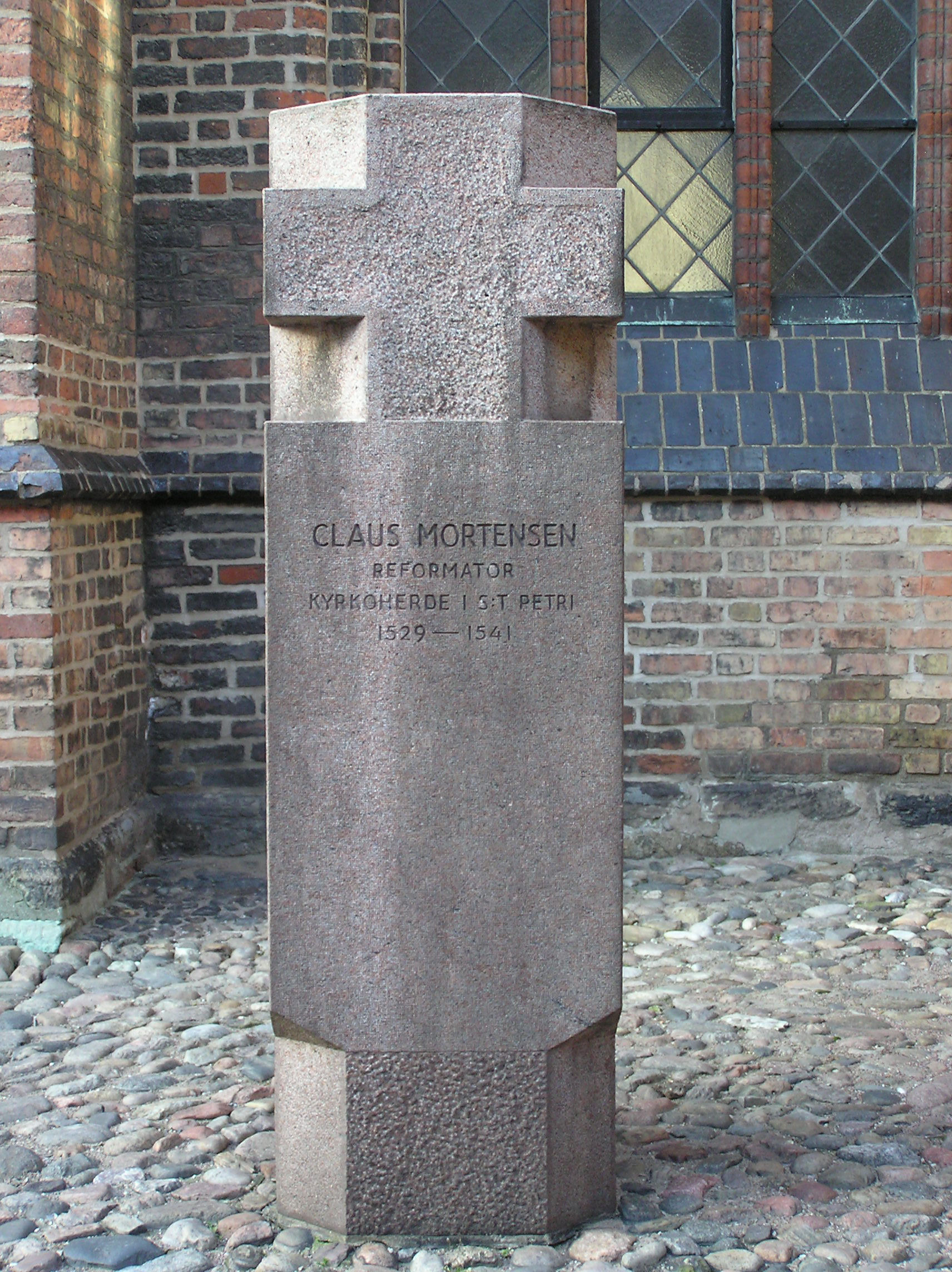
Minnessten vid Sankt Petri kyrka i Malmö.

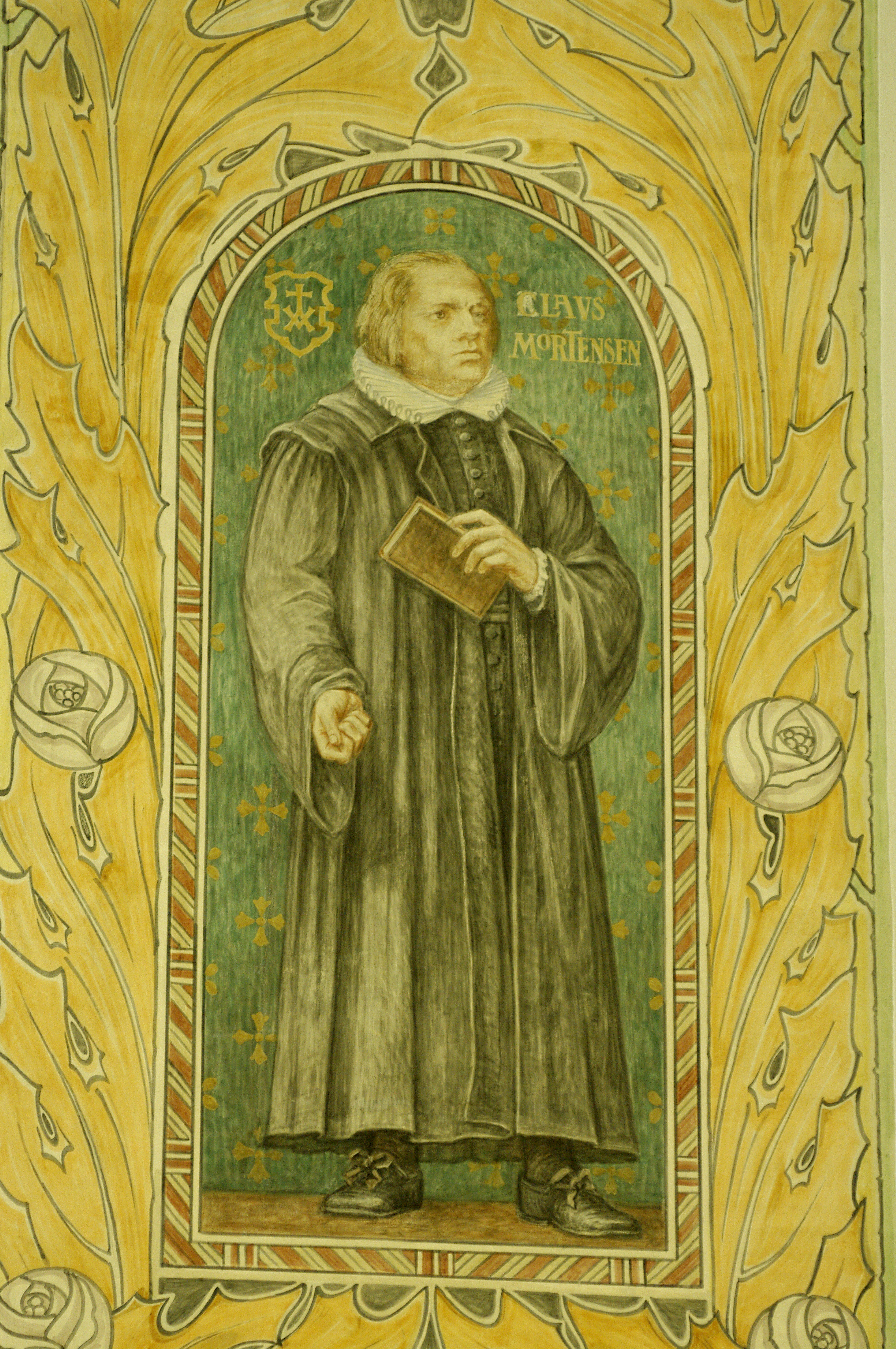
Claus Mortensen i sentida avbildning i Sankt Johannes kyrka i Malmö.

Claus Mortensen (Tøndebinder), född omkring 1499 i Malmö, död där 1575, var en dansk-luthersk reformator, prästvigd vid Lunds ärkestift 1524 efter att ha studerat vid domskolan.

## Bakgrund
Fadern var en hantverkare vid namn Morten Wernickesen, modern var Birgitte Hansdotter. Fadern hade avlidit före 1524 och modern gift om sig med borgaren Oluff Bødker (sv. tunnbindare). Den 19 december detta år reglerades nämligen på Malmö rådhus arvet efter fadern. I styvfaderns närvaro godkände då Claus Mortensen att hans ej myndiga syskon Christoffer Mortensen och Anne Mortens dotter skulle ha rätt till 8 marck. Oluff Bødker var en ansedd man och han var som rotemästare med och undertecknade Malmö kapitulationsbrev 1524 inför den nye kungen Fredrik I. Som kyrkovärd för S:t Simon och Jude kapell (det gamla franciskanerklostret vid Västergatan) gjorde han räkenskap för åren 1527–1529. 
I skattelängderna 1517–1519 är Claus Mortensen upptagen i stadens tredje fjärding söder om Västergatan och väster om Stortorget. Styvfadern Bødker dog 1535 medan Mortensens mor dog först 1556. Hon fick sin gravplats i Sankt Petri kyrka vid ”Peblingedörren” i det södra tvärskeppet. Hennes gravsten, bekostad av sonen samtidigt som han lät tillverka sin egen, är fortfarande bevarad. Vid moderns begravning lät Claus Mortensen bekosta ringning i S:t Petri kyrkas stora Knutsklocka.
Senast 1525 begav i Claus Mortensen till Köpenhamn och universitetet där. Vid denna tid verkade här ett antal bibelhumanister som anammat reformationens idéer. Bland dessa må nämnas Peder Laurentsen, Frands Vormodsen, Oluf Chrysostomus och Anders Liung. Det var främst nordtysk reformationsrörelse med rötter i Rostock och Stralsund som påverkade gruppen. I Rostock verkade reformatorn Joakim Slüter som 1525 utgav en psalmbok på plattyska vilken fick stor betydelse för förändringen av kyrkolivet. Psalmboken fick stor betydelse för Claus Mortensens kommande reformationsarbete i Malmö.

## Händelserna 1527

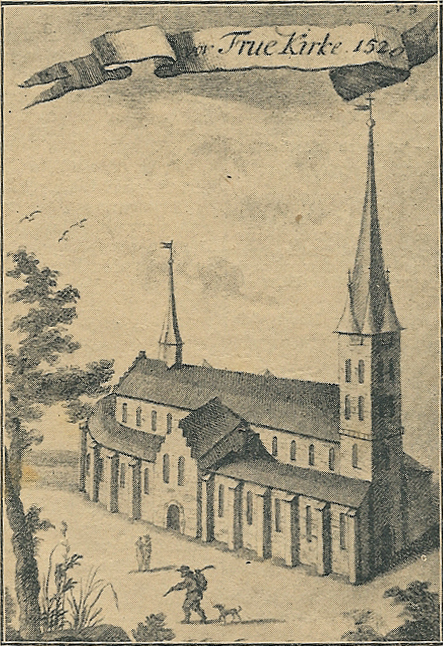
Vor Frue Kirke i Köpenhamn år 1520.

Under sin tid i Köpenhamn fick Claus Mortensen möjligheter att predika i Vor Frue kirke. Denna kyrka var identiskt lik Sankt Petri i Malmö och uppförd vid samma tid i början av 1300-talet. Hans predikningar var emellertid alltför aggressiva för att passa den katolske biskopen i Roskilde Lage Urne och han förbjöds därför att verka i Köpenhamn. Då flyttade han tillbaka till Malmö. Enligt samtida uppgift skulle detta skett med Malmös borgmästare Jörgen Kocks goda minne. Den 29 maj 1527 höll han en predikan i ett övergivet kapell utanför staden invid den nuvarande Pildammen. Detta var troligtvis den första evangelistiska predikan på danska språket i Skåne. Under predikan ska han ha blivit inspirerad av en väggmålning i kapellet. Påföljande dag blev åhörarantalet mycket stort och tredje dagen blev Claus Mortensen hänvisad till att hålla sin predikan i Helig Kors kapell vilket låg strax utanför Malmöhus, nära platsen för dagens slottsmölla.
Då åhörarskarorna ständigt ökades fick Mortensen kungens tillstånd – troligtvis genom borgmästaren Jörgen Kocks försorg – att använda sig av franciskanernas forna klosterkyrka Simon och Jude kapell, vilken låg övergiven vid Västergatan/Bruksgatan, i det nuvarande kvarteret Fisken. Kanske har det spelat en viss roll att styvfadern Oluff Bødker vid denna tid var kyrkvärd och ansvarig för detta kapell. Gudstjänsten blev i detta forna klosterkapell till en luthersk manifestation. Psalmer sjöngs och mässan förrättades på danska.
Vid en herredag i Odense i augusti 1527 försökte Fredrik I bringa ordning i de kyrkliga förhållandena i Danmark. I den recess som utfärdades den 20 augusti bekräftades biskoparnas kyrkliga jurisdiktion. Förutom denna utfärdade kungen emellertid ytterligare bestämmelser som innebar att biskoparna hade rätt att insätta präster att predika ”det heliga evangeliet” (alltså den reformatoriska läran) samt att predika i full frihet så länge man följde den heliga skriften och hade ansvar gentemot kungen och riksrådet. Kungen beslutade också att ge munkar och nunnor tillåtelse att utträda ur klosterrörelsen samt att präster fick gifta sig.
Då besökarantalet ständigt ökades förhandlade Claus Mortensen med Sankt Petri kyrkas kyrkoherde Henrik Hansen om att få använda denna stora stadskyrka i sin verksamhet. Samtidigt verkar han ha uppbådat ett stort hat mot franciskanerna i Malmö. I en samtida krönika läses:
”I året 1528 efter verdensførløsningen faldt næsten hele Malmø fra Kirkens enhed under ledelse af en prædikant ved navn Klavs Tøndebinder”.

## Händelserna 1528

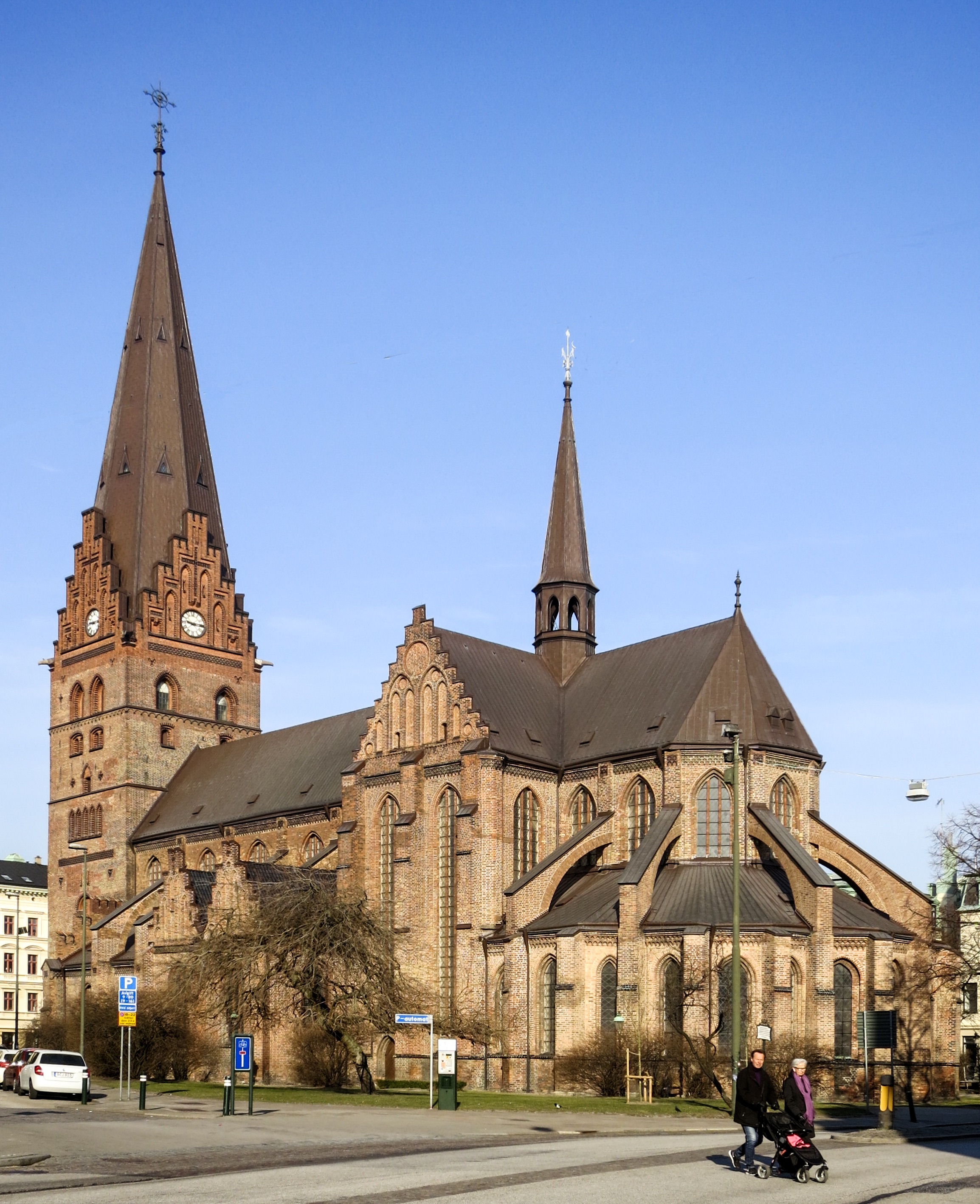
Sankt Petri kyrka i Malmö.

Malmös mäktige borgmästare Jörgen Kock avreste med stort följe i oktober 1528 till Fredrik I i Gottorp. Härigenom tog reformationsarbetet i Malmö nya krafttag. Kock hade redan från början bistått Claus Mortensens revolt mot den katolska kyrkan. Säkert har ekonomiska intressen varit ett av skälen. Kyrkan ägde genom donationer mer än 20 procent av alla staden Malmös fastigheter. Direkt efter reformationens införande kunde Jörgen Kock inköpa flera av dessa för egen räkning.
Mötet i Gottorp resulterade i att kungen den 10 oktober 1528 beviljade Malmös råd att ta över det stora franciskanerklostret samt Helgeandsklostret i staden. Skälen var att dessa stod övergivna, vilket var en ren lögn från Jörgen Kocks sida. Den hatiska stämning som Claus Mortensen tidigare uppbådat mot franciskanerna ökade nu. En ordensbroder beskrev den terror och skymfliga handling, ledd av bland annat borgmästaren, som bröderna i Malmö utsattes för.
Ärkebiskop Aage Sparre anlände till Malmö i november 1528 för att få till stånd en diskussion med reformatorerna. Trots att han uppehöll sig i staden i tre dagar undvek dessa honom. I stället utställde han ett brev den 21 november 1528 till borgarna i Malmö och varnade dem för Claus Mortensens och Hans Olufsen Spandemagers förkunnelser.
Trots Malmös borgmästare och råds uppenbara välvilliga inställning till reformationen tvingades nu Claus Mortensen och Hans Olufsen Spandemager bort från staden. Hans Olufsen Spandemager var en av bröderna i Heligandsklostret på nuvarande Stortorget. Han hade lämnat den katolska läran och anslutit sig till den lutherska. Hans Olufsen Spandemager skulle senare bli den förste lutherske domprosten i Lund.
Orsaken till de två reformatorernas avfärd är inte känd. Kanske har Claus Mortensen varit alltför aggressiv i sin framtoning för att passa Malmös styrande. Samtiden beskriver honom som att han ”prædikede med et betydelig opblæst hovmod; han var nemlig udstyret med en god og velklingende stemme”. Kanske var det hans underlåtelse att gå i diskussion med ärkebiskopen som väckt rådets irritation.

## Händelserna 1529

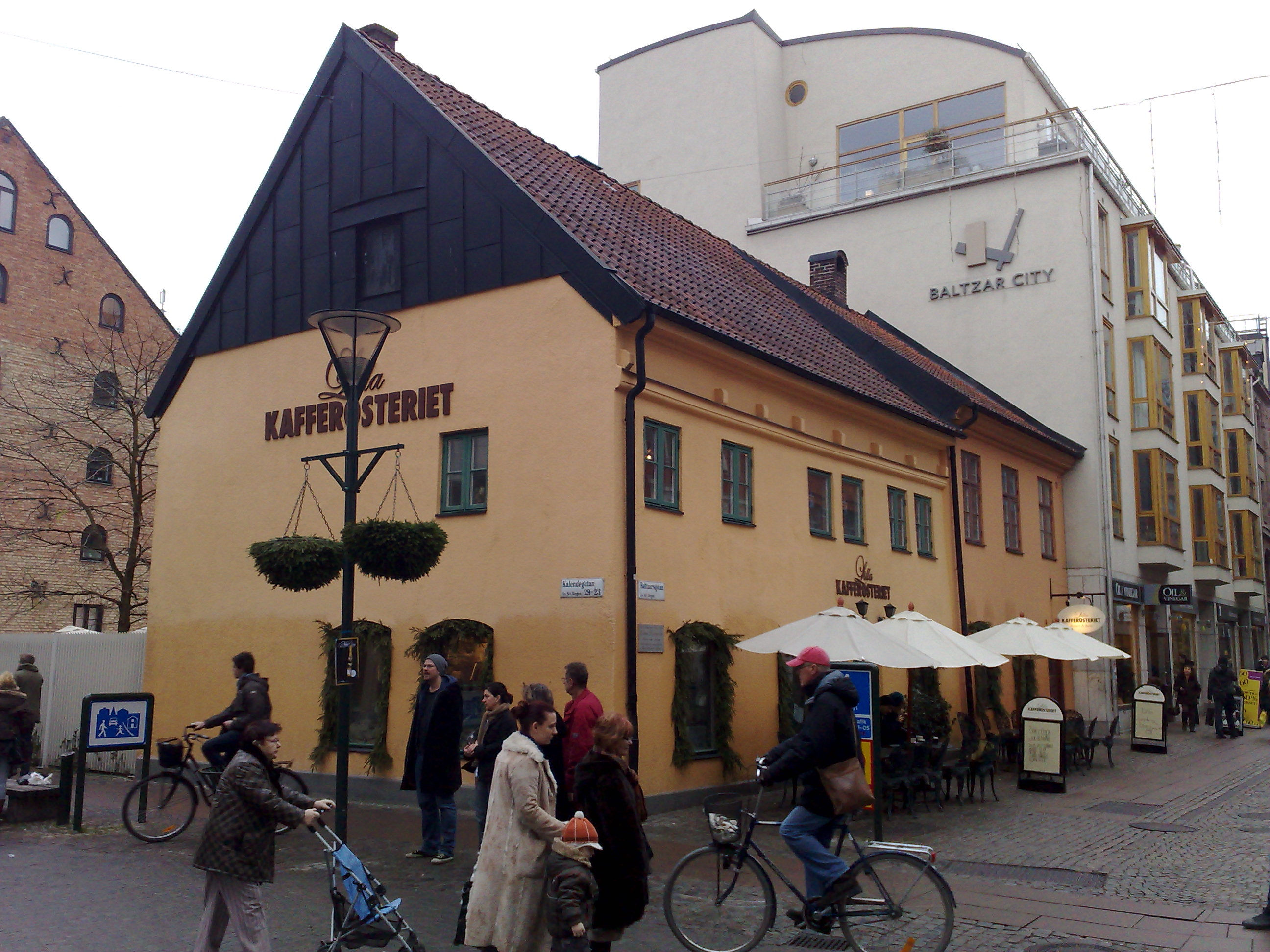
Claus Mortensens tomt vid Baltzargatan.

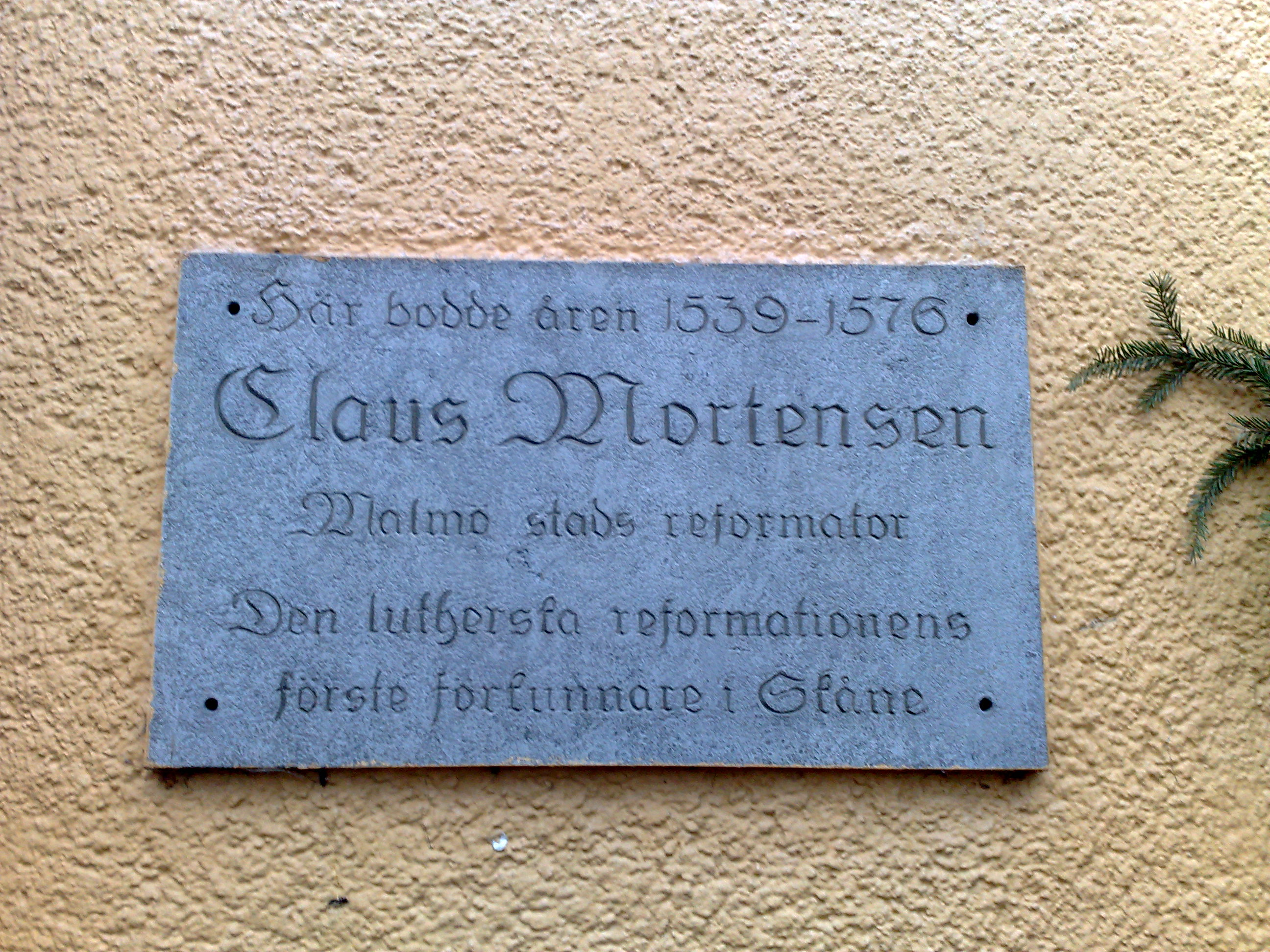
Minnessten över Claus Mortensen vid hans tomt. Dödsåret är felaktigt angivet.

De två reformatorerna reste till Haderslev i Jylland. Här hade reformationen införts våren 1528 och här hade också en skola för evangelisk prästutbildning startat av hertig Kristian (senare Kristian III). Samtidigt inkallades till Malmö från Köpenhamn Frands Vormodsen och Peder Lauritzen. Den romersk-katolske ärkebiskopen i Lund verkar ha sett detta med gillande. Frands Vormodsen mottog till och med en pengagåva av ärkebiskopen och lovade samtidigt att endast predika Guds rena ord.
Snart blev dock Vormodsen mer polemisk. De två reformatorerna i Malmö startade med stöd av Fredrik I och Malmös råd ett evangeliskt prästseminarium i staden. Troligtvis har de haft täta förbindelser med de två Malmöreformatorerna i Haderslev. Peder Lauritzen gifte sig till exempel 1529 med Claus Mortensens syster Anne. Han utgav ett flertal tryckta skrifter, bland annat ”Malmöbogen” i januari 1530, en försvarsskrift för reformationen i staden.
Reformationen i Danmark hade nu fått en viktig stödjepunkt i Malmö. Prästseminariet i staden växte i och med att också Oluf Chrysostomus och Anders Liung anslöt sig. Oluf Chrysostomus blev också rektor för stadens Latinskola. Oluf Ulricksen tjänade seminariet genom att på sitt boktryckeri i staden trycka reformatorernas skrifter. Jörgen Kock besökte kungen i Köpenhamn och fick utfärdat ett kungsbrev 5 juni 1529. I detta framgår att man i Malmö nu ”anammat det heliga evangeliet”. Det bestämdes också i brevet att alla kyrkans donerade egendomar skulle förvaltas av rådet i Malmö och således inte kunna återkallas av givarna.
Sensommaren 1529 var Claus Mortensen tillbaka i Malmö med ett kungligt fribrev. Den 29 september resignerade Henrik Hansen som kyrkoherde i S:t Petri kyrka. Claus Mortensen erhöll då den vakanta tjänsten. Hatet mot franciskanerna i staden slog nu ut i full blom. Efter en offentlig diskussion mellan munkarna och prästseminariet förbjöd stadens råd munkarna att fortsätta sin tiggeriverksamhet och att hålla sina mässor. Den 2 november utbröt slagsmål då reformatorerna försökte tränga sig in i klosterkyrkan. Snart tvingades dock munkarna under förnedrande former lämna sitt kloster.
Som kyrkoherde i S:t Petri kyrka hade Claus Mortensen inte tillträde till de privata kapell som fanns i denna kyrka. Den 29 november 1529 ledde han därför den så kallade ”bildstormen” då man bland annat bröt sig in i Krämarekapellet. Vissa äldre forskare har menat att detta inneburit stor skadegörelse i hela kyrkan, något som emellertid motsägs av det faktum av att mängder med inventarier och helgonbilder från de olika altarna senare kunde säljas på auktion.

## Händelserna efter 1529

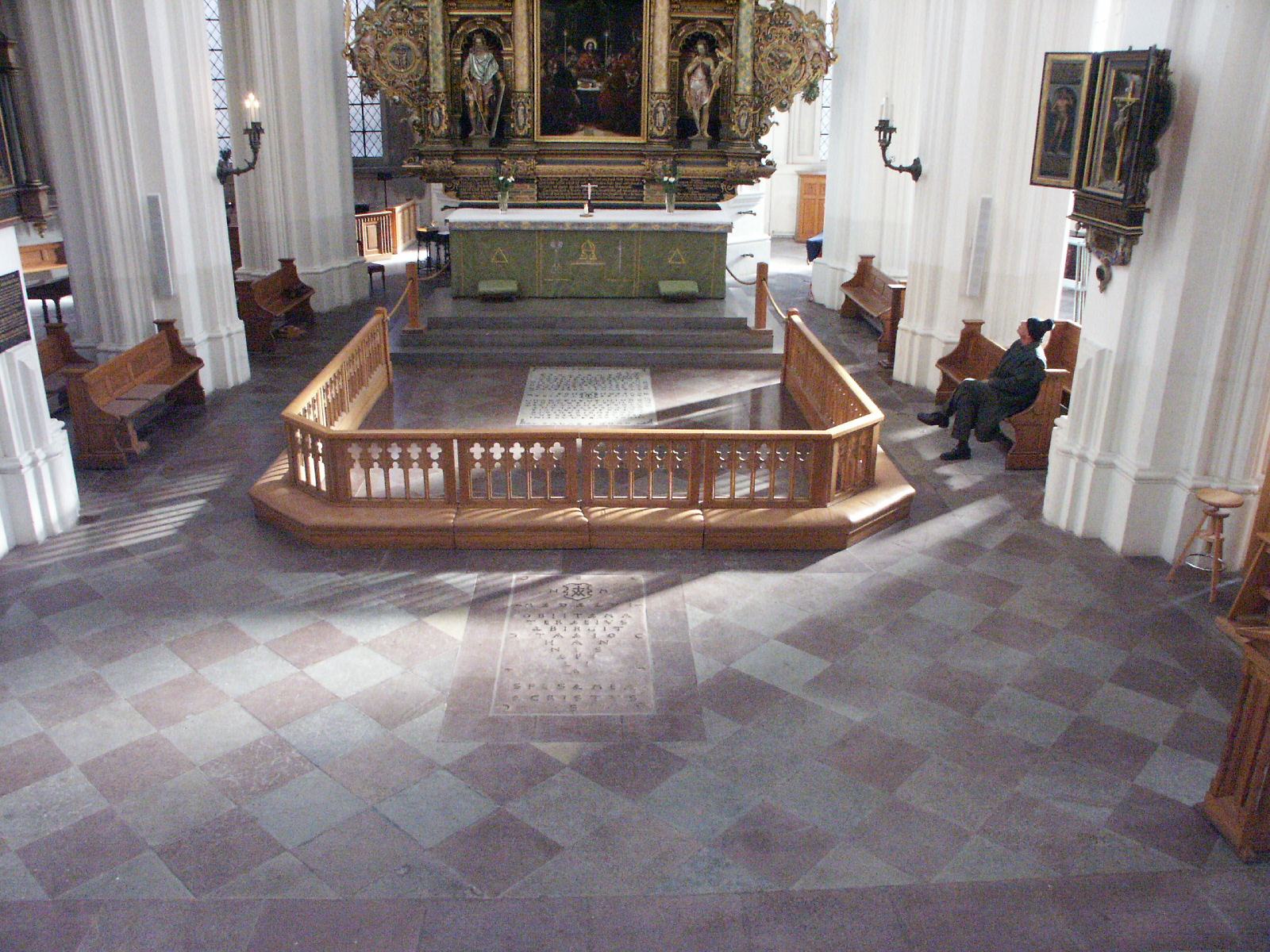
Claus Mortensens och hans mors gravstenar i Malmö S:t Petri kyrka.

Som kyrkoherde hade Claus Mortensen en årlig lön på 200 danska mark samt tillägg för olika kyrkliga förrättningar. År 1538 höjdes hans lön till 500 mark jämte fri bostad. År 1540 var kyrkoherden i strid mot stadens rådet, vilket framgår av bråk kring hans löneersättning. Frands Wormodsen, som blivit superintendent (biskop) i Lund, tvingades att medla. Kort därefter avsätts Claus Mortensen och han får i stället en blygsam tjänst som präst i Husie utanför Malmö. 
Striden med rådet kan eventuellt kopplas samman med den hatiska rättsprocess som Claus Mortensen 1539 förde mot borgaren Niels Kuntze i Malmö. Denne var gift med den tidigare borgmästaren Jep Nielsens dotter Anne. Äktenskapet var emellertid barnlöst och kyrkoherden drev nu en rättsprocess där Niels Kuntze fängslades. Eventuellt kan anklagelsen från Claus Mortensen sida ha rört påstådd homosexualitet. I den försvarsskrift som Niels Kuntze sände till kungen skrev han nämligen: ”det är två år sedan du först kom i min säng, jag har ju handlat med dig, som en man bör handla med ett kvinnfolk”.
Om Claus Mortensen på äldre dagar känns mycket litet. År 1557 blandade han sig i en arvstvist mellan systern Anne och hennes avlidne make Peder Lauritzen. Efter Claus ingripande fängslades Gert Barber, en av parterna, i Lund och behandlades hårt en månad i fängelset. Till slut ingrep kungen och riksrådet mot Mortensen eftersom han inte varit systerns rätta förmyndare.
Trots att Mortensen degraderats till vanlig präst utanför staden, bodde han fortfarande kvar i sitt hus inne i Malmö. År 1543 omtalas gården på följande sätt:
”En gord udi Kalentestreditt wid wolden oc kaldes Kragewig som Her Claues Mortenss haffuer breff paa 5 mark”.
Fortfarande står ett äldre korsvirkeshus på platsen vid hörnet Kalendegatan/Baltzarsgatan. Den nuvarande byggnaden är dock från 1600-talet.
Claus Mortensen dog 76 år gammal år 1575 vilket framgår av den ståtliga gravstenen framför S:t Petri kyrkas högaltare. Han hade själv bekostat stenen före sin död. Texten är nämligen ifylld med brons utom just de sista siffrorna i dödsåret. 

## Familj
Claus Mortensen var gift fyra gånger. År 1527 gifte han sig med Elisabeth Hansdotter och fick med henne tre döttrar. Hustrun bör ha avlidit sent eftersom hon och döttrarna är omtalade på hans gravsten. Det andra äktenskapet ingick han med Bente Willumsdotter som dog 1564. Det tredje med Karine Willumsdotter, syster till Bente. Efter hennes död 1567 tillföll i arv en halv gård i Helsingör Claus Mortensen. Hans fjärde hustru var Elisabeth Fransdotter som han gifte sig med senast 1569.